# Evans Kangwa
Evans Kangwa (Kasama, 9 de outubro de 1992) é um futebolista zambiano que atua como atacante.

## Carreira
Evans Kangwa representou o elenco da Seleção Zambiana de Futebol no Campeonato Africano das Nações de 2015.